# 450 (số)
450 (bốn trăm năm mươi) là một số tự nhiên ngay sau 449 và ngay trước 451.